# Baia di Tullaghan
La baia di Tullaghan (Tullaghan Bay in inglese) è una piccola insenatura della costa occidentale del Mayo, in Irlanda.

## Descrizione
Il braccio di mare, non esteso ma particolarmente tortuoso, è formato dalle foci del fiume Owenmore e di un altro piccolo torrente. A seconda delle maree, la baia tende a sparire quasi totalmente, lasciando solo una piccola insenatura all'ingresso.